# Spartakstadion (Novosibirsk)
Het Spartakstadion is een multifunctioneel stadion in Novosibirsk, een stad in Rusland. 
Het stadion wordt vooral gebruikt voor voetbalwedstrijden, de voetbalclub FC Novosibirsk en Sibir Novosibirsk maken gebruik van dit stadion. In het stadion is plaats voor 12.567 toeschouwers. Het stadion werd geopend in 1927.